# ورزشگاه فوتبالسارنا سودرتلیه
ورزشگاه فوتبالسارنا سودرتلیه (به سوئدی: Södertälje Fotbollsarena) یک ورزشگاه چندمنظوره در سودرتلیه، سوئد است. در حال حاضر بیشتر برای مسابقات فوتبال استفاده می‌شود و ورزشگاه خانگی باشگاه فوتبال آشوری‌ها، باشگاه فوتبال سیریانسکا و نوردیک یونایتد است. این ورزشگاه گنجایش ۶٬۴۰۰ نفر را دارد و در سال ۲۰۰۵ ساخته شده‌است.